# 桂米團治 (5代目)
5代目 桂 米團治（かつら よねだんじ、1958年12月20日 - ）は、落語家。大阪府大阪市南区（現：中央区）出身。本名は中川 明。実父は落語家で人間国宝の3代目桂米朝。上方落語協会副会長。出囃子は「三下り羯鼓」。名跡「桂米團治」の当代。

## 来歴
※以下、当人の呼称は「米團治」で統一する。

### 大学進学まで
生まれた当時の自宅は南区（現・中央区）南炭屋町（現・アメリカ村）にある10坪の屋上付の鉄筋2階建ての建物（2019年時点で現存）だったが、初めて動物園に連れて行かれた際に動物を見ずに地面で土遊びばかりしていたことから周囲にそうした環境がないことに米朝が気付いて、自宅屋上に砂場を作ったという。自身はこの砂場での遊びが幼少期の断片的な記憶の一つと記している。幼少期に父を「とうちゃん」とうまく言えずに「チャーちゃん」と呼んでいたのを米朝の弟子が真似し、一門での米朝の呼び名が「チャーちゃん」となった。
双子の弟2人が生まれた後に、母方の祖母が引っ越すことになり、祖母が住んでいた兵庫県尼崎市武庫之荘に転居して育つ。
幼少期は自宅に住み込んでいた父・米朝の弟子（2代目桂小米朝（のちの月亭可朝）・桂朝丸（のちの2代目桂ざこば）ら）に子守をされて育った。特に朝丸との間では以下のようなエピソードがある（ざこばの著書『ざこBar 酒とテレビと落語と〇〇』朝日新聞出版、2013年による）。
- 朝丸が入門時、米朝宅へ挨拶に伺った際、応接間で師匠を待っている間、朝丸にお茶とお菓子が出された。見たこともないお菓子で、食べても良いのか、食べない方がいいのか迷っているところに、ちょうど幼稚園から帰ってきた米團治が、「これもろた!」と目聡く横取りした[7]。
- 乗せて貰っていた自転車が転倒、額に怪我を負わされた[8]。

また、小米朝は子守りの際に米團治を連れてアルバイトサロン（21世紀におけるキャバクラに相当）に行っていた。そこでホステスにかわいがられたという。自身は可朝が亡くなった際に「いかがわしい場所によく連れて行かれた」とコメントしている。自宅に米朝の弟子が誰かは常にいる状態で育ったことから、そうした弟子たち（「兄さん方」）の影響で「中川明という人間が形成されていったと言っても過言ではありません」と著書に記している。
小児ぜんそくだった米團治を強くするため、小学校時代に母がスポーツ少年団のサッカースクールに入れる。中学以降はサッカーに熱中した一方、スクール内で下の年齢層の面倒を見る役目を（自身の意に沿わぬ形で）割り当てられたという。ただ、その地位にいたことで、中学3年生の1973年に復帰記念沖縄特別国民体育大会（若夏国体）の視察を兼ねた、兵庫県の少年少女団体関係者による沖縄旅行に参加する経験もした。また、中学校の音楽教師から影響を受けてクラシック音楽を愛好するようになる。
高校2年の夏休みにスポーツ少年団の「日独同時交流」メンバーとして、当時の西ドイツで約1か月のホームステイを経験する。終盤のユースホステルでの全体集会期間中、実家の近くに住み幼少期以来家族で親交のあったエルンスト・ザイラーから事前にザルツブルクの生家に招かれていたため、所属する近畿ブロックの団長に事情を説明して途中離脱して一人で飛行機に乗り、1泊した。ザルツブルクではヴォルフガング・アマデウス・モーツァルトの生家にも案内され、それが後の傾倒へのきっかけとなる。帰国直後は「ドイツかぶれ」にもなり、ドイツ語通訳を目指すことも考えたという。
芸能関係では松竹新喜劇の熱心なファンになり、毎月のように観劇に通った上、学校の文化祭でも短縮した脚本で上演し、役者になることも一時考えたほどだった。
さらに、油絵のセットが自宅に送られたことを契機に絵画教室にも通い、その講師から美術大学進学を勧められもした。こうした中で、様々な職業に興味を示しながらもいずれも中途半端で、自分が何になるべきかを迷い、母から子どもの中で一人くらいは米朝の後を継げば喜ばれるという言葉を聞いたこともあり、落語家なら趣味を生かせるという考えを抱く。高校在学中に噺家になりたい旨を父に明かしたところ「お前、話も下手やしな、喋りもおもろない」と即座に否定され、さらに「わしらの若い時は大学行きとうても行かれへんかった。とりあえず大学入って、卒業したら…そうやな市会議員になったらええがな。後は好きなことやれ」と言われる。米朝は、この言葉で米團治が「俺は大学行って、市会議員にならなあかんのやな」と受験勉強したと記しているが、米團治自身は「そんなん簡単になれるわけでもないしなぁ」と当惑したと述べている。噺家に向いていないという指摘は素直に受け止めて大学に進めという言葉には従い、関西学院大学文学部に進学する。ただ、将来の目標は依然としてなく、「どこの大学でも良かった」「そんなに行きたいこともないねんけど…」という進学であったと米團治は記している。
後述する入門まで全く落語を演じなかったわけではなく、小学生の頃から父の内弟子から教えを受けることはしており、学校行事で「米朝の子どもだから」という理由で演じる機会があった。高校1年生時には文化祭で『皿屋敷』を演じ、桂吉朝が鳴り物を借りて当日鳴らしてくれ、3年生時には1年生の弟2人を合わせた「3兄弟落語会」を開いている（演目は米團治が『桃太郎』と『住吉駕籠』、弟が『狸の賽』『持参金』）。

### 父に入門
大学進学後に、米朝の内弟子だった桂米二から「大学出てからじゃ遅いで」と言われて希望が再燃するも、前記の経緯から米朝の弟子（2代目桂枝雀・桂朝丸）が代わって弟子入りの交渉役になり、枝雀が「噺家にさせましょうな」と提案すると米朝は「ほたら、一席だけ教える」という形で同意する。米團治自身の記述では、米二の言葉があったのは大学2年の時でそこでは一度断られたことを話し、その後のある日に米朝と弟子が車座になって酒を飲む席（米朝宅では日常的におこなわれていたという）に呼ばれて枝雀が米朝に持ちかけ、返す言葉で「どやねん、明くん! 」と尋ねて噺家志望を答え（その間に朝丸が「やったらええ」と加勢した）、そこから米朝の「一つだけ教える」につながったとしている。高座名は米朝と枝雀が相談して決めた「桂小米朝」の名をもらう。小米朝の名は、前記の通り兄弟子（米朝の二番弟子）である月亭可朝が桂の亭号を使用していた時代に名乗ったもの。他に明治期にもこの名が確認されるため、3代目ないし2代目（可朝を初代とした場合）とされる。
1978年8月に父米朝に入門。米朝は3代目桂春団治に預けることも考えたが、春団治から「ちょっと責任が重いから」と固辞されたという。同年10月、京都の金比羅会館「桂米朝落語研究会」にて『東の旅・発端』で初舞台を踏む。通常なら入門から半年かかる初舞台が2か月であったことには、桂米二からも「でもまぁ息子やからな」と言われたという。この初舞台にはテレビ局や新聞記者といったマスコミも参集した。自身は入門すれば大学は中退する気でいたものの、意向をぶつけた米朝はやはり「わしの時は行きとうても戦争で行かれへんかったさかい」と大学を卒業することにこだわり、卒業した（卒業は1981年3月）。修業と学業の両立は時間をやりくりしてなんとかこなしたが、後年「私が甘くなる原因の一つだった」と回想している。修業に専念している他の内弟子に対して焦りを感じていたとも述べている。一方、大学3回生の終わりに大学の古典芸能研究部OBから「部員がなくなる」と部室の鍵を託されて部活動を始めた。部の先輩である小佐田定雄は、部員減少で廃部寸前だった苦境を救ったと評している。古典芸能研究部は、米朝の師匠である4代目桂米團治が関西学院大学で落語会を開いたことをきっかけに誕生し、4代目米團治は顧問も務めていた。米團治は、4代目米團治と部との縁や、大学の退学を実行していたら部に関与することがなかったことを挙げて、「すべてのことが目に見えない糸で繋がっているような気がします」と述べている。
米朝によると弟子入り直後は噺の覚えが悪く（同時に稽古をしていた桂千朝や桂吉朝が覚えがよかったこともあり）、よく叱ったという。弟子入り後も日常生活は従来と同じ自室を使ったが、内弟子部屋にはよく顔を出して桂米二から様々なことを教わった。一方弟弟子の桂勢朝とはよく衝突し、その下に体格のよい桂米平が入ったこともあって、年季明けとともに家を出ることを決意する。当初は実家から徒歩20分のアパートだったが、母親の懇願で実家至近の借家（母方の祖母が建てたもの）に転居する。それがかえって親との距離を取る意識を強め、どんなに遅くなっても20年以上実家には泊まらなかったという。
大学卒業後、仕事はいろいろと入り、市川崑の指名で映画『細雪』に出演、1984年には連続テレビ小説『心はいつもラムネ色』で南都雄二をモデルにした漫才師役を演じた。しかし『心はいつもラムネ色』が終了したころに、婚約までした女性との失恋を経験する。ショックで落語家廃業も考えたが、桂べかこ（現・3代目桂南光）から「その彼女にいずれ絶対、感謝する時期が来るからな、今、噺家を辞めたらあかんで」との言葉を受けて続行した。それを契機に実家から離れた大阪市大淀区（現・北区）に転居した。
失恋の傷心から立ち直るきっかけの一つは、米朝一門がほとんど手がけなかった『七段目』を演じて受けた経験で、これを機に米朝を意識して追うのではなく、自分らしさを出せばよいという考えに至り、経験や趣味を生かした「おぺらくご」「らくごぺら」（いずれもオペラと落語のコラボ）も手がけるようになる。
1992年には「大阪府民劇場賞」奨励賞受賞。1995年4月には、サンケイホールで初の独演会を開く。

### 米團治襲名
兄弟子の桂吉朝が「米團治」を襲名し、自身は父の名である「米朝」を譲り受けて襲名することで話が進んでいたが、吉朝が2005年に早逝してしまったことによりこの話は実現しなかった。その後、ざこばが他の高座名を付けることを画策し、最初は米朝の俳号「八十八（やそはち）」を考案するが自身が同意せず、次に「桂米朝」を名乗らせようと、二人で米朝の下に出向き話すも「そんなら、わしは何になるねん」と言われ（米團治によるとざこばは「八十八」にでも、と答えたという）、立ち消えになる。その2年後に再度「八十八」を襲名する話が米朝事務所から「師匠も奥様も乗り気」という言葉とともに提案されてざこばも歓迎したが、「昔からあった名前ではない」「俳号を芸名にするのは」という理由で固辞した。米朝によると、2006 - 7年頃には「僕はいずれは月亭可朝を襲名します」と言っていたという。
2007年7月19日の記者会見で2008年10月4日に5代目桂米團治を襲名することを発表した。これは米朝事務所からの提案で、ほかに米朝・ざこば・南光だけが知る状態で話が進められたという。
襲名前の時期には、大阪ミナミの4商店街合同イベント「ミナミ花舞台」の一環として「小米朝十番勝負」と題した10回の落語会（企画者は澤田隆治と小佐田定雄で、第2回の前に襲名が決まった）を2か月ごとに開いて、1回に2席（うち1席はネタおろし）を演じ、毎回異なるゲスト（出演順に、立川志の輔・立川談春・林家たい平・9代目林家正蔵・春風亭昇太・笑福亭鶴瓶・柳家花緑・桂文珍・柳家喬太郎・春風亭小朝）を招いた。初回の口演に満足できずに落ち込んでいたとき、小佐田から「君は今、これせなあかんねん。（中略）もう一回り大きくならないと、名跡は備わらないよ」と叱咤を受けた。また米朝の話題をマクラで振っても受けなかったことで、米朝を係累（父親）として意識していた自分に気付いたという。
予定通り、2008年10月4日午前5時55分（同日の大阪での日の出時刻）に5代目桂米團治を襲名し、京都南座を皮切りに、2009年3月29日の大阪松竹座公演まで、日本全国を廻り77公演の襲名披露興行を行った。この年、著書『子米朝』を刊行（版元のポプラ社は、父の米朝が『落語と私』を最初に刊行した出版社である）。

### 襲名後
2015年3月19日に父の米朝が死去。米團治は翌日の「動楽亭」の高座に上がってマクラで父の死去について触れたのちに「地獄八景亡者戯」の前半を口演、冥土の寄席小屋の看板に「桂米朝、本日来演」と入れ（米朝は生前、「近日来演」という但し書きで自身の名を出し、くすぐりにしていた）、米朝と出会った亡者（自分）が「ここに来るのは100年早いわ! 娑婆でもっと修行せい!」と叱られる落ちを付けた。
2016年6月22日、上方落語協会の副会長に就任し、若手育成の役割を担う。
2018年3月26日、父である3代目米朝が立ち上げた米朝事務所を事実上引き継ぎ、代表取締役社長に就任することが発表された。
2019年1月より、「還暦＆はなし家生活40周年記念独演会」を開催。初日の口上では前年より就任した米朝事務所の社長職について「一番しんどいのはやはり経営」と述べ、「米朝、枝雀がどんどんレコードを売った」おかげで低い天引き（ギャラの事務所収入分）率が実現できているが、その2人が故人となり「大変でございますが、また新しい風を起こそうと思う」と述べた。
2021年3月、米朝事務所社長を退任。上方落語協会副会長職は引き続き務めている。
2025年、3代目桂米朝生誕及びNHK大阪放送局開局100周年を記念して制作されたテレビ番組『桂米朝　なにわ落語青春噺』（6月21日放映）では、ドラマパートで大師匠かつ名跡の先代にあたる4代目桂米團治を演じる。ドラマの中で、4代目米團治が弟子入り前の米朝に「上方落語に未来はない」と諭すシーンがあり、5月の収録取材会の際に米團治は「（史実かどうかは）誰も分からないんですよ」と断った上で「素人時代の米朝が米團治師匠に仕事を持ってきたくらいの状況でしたから。その師匠の気持ちとして、せっぱつまったという気持ちで思わず口をついて出たということやと思います」と述べた。

## 人物

結三柏は、桂米朝一門の定紋である。

自宅が稽古場も兼ねていたこともあり、常日頃、父と門下生の稽古に接していたために爾来、家族間での会話も敬語を使用して育つ。
趣味は、古代史や国際経済の研究の他、クラシック音楽に造詣が深く、「モーツァルトの生まれ変わり」と公言し、かつらを被ってモーツァルトの扮装でタクトを振ってオケを指揮した経験もある（衣装は成安女子短期大学の被服の教員が授業の一環として学生に作らせたものを提供された）。ベートーヴェンもとても好きで「生き方に敬意を表している」が、生家に行った経験や知識、親近感という点で「一つに的を絞」る形でモーツァルトにしたと述べている。
コーラ、カレーが好き。カレーは好きが高じて「桂米團治のこだわりオニオンカレー」をプロデュースしている。
プロ野球は、阪神タイガースのファンである。
愛車のメルセデス・ベンツ・CL500が20万キロを越えた際、メルセデス・ベンツから表彰されていた。赤いアルファロメオに乗っていたこともある。
独身で一人暮らしをしていたころは「芸の肥やし」と、ギャラの大半を交際費や遊興費につぎ込んでいたが、あるとき桂枝雀の妻（かつら枝代）から「肥やしもやりすぎたら根腐れするよ」と言われて自制するようになったという。
「忘れっぽい性格」と自認しており、そのために仕事の上でいろいろな失敗をしたことを2008年の著書『子米朝』に詳しく書き記し、そのパートの最後で「こういう失敗ばかりしてしまうのは、神の思し召しといいますか、天意だと思うようになってきました」と綴っている。

## 芸風
前記の通り、30歳ごろから「あえて米朝がやらないネタ」をやるようになったと述べている。
米團治を襲名してから米朝が得意とした『百年目』や大師匠に当たる先代（4代目）が創作した『代書』、2代目以降米團治が得意とした『たちぎれ線香』に力を入れている。襲名披露の発表の記者会見では米朝が『一文笛』、先代が『代書』と上方落語の歴史に残る名作を創作したこともあり自身も何か創作落語を作りたいと意気込みを語っている。

### 持ちネタ
※演題の二重カギ括弧は省略。
- 稽古屋
- はてなの茶碗
- 親子茶屋
- 七段目

2022年7月に直木三十五の小説『増上寺起源一説』をベースに創作した新作落語『増上寺』を口演した。

## 受賞
- 第3回ベスト・ファーザーin関西 文化部門
- 尼崎市市民芸術賞

## 弟子
- 桂團治郎
- 桂米輝
- 桂慶治朗
- 桂米舞

### 廃業
- 桂米市

## 出演・著作

### テレビ
- 連続テレビ小説（NHK総合）
  - 心はいつもラムネ色（1984年10月 - 1985年3月）笑都雄二 役
  - 和っこの金メダル（1989年10月 - 1990年3月）秋津洋 役
  - ええにょぼ（1993年4月 - 10月）水野 役
  - ふたりっ子（1996年10月 - 1997年4月）上杉康治 役
  - てるてる家族（2003年10月 - 2004年3月）松本勘助 役
  - だんだん（2008年11月27日）天朝 役
- 谷崎・その愛 我という人の心は（1985年11月16日、NHK総合） 佐助 役
- ぐるっと関西プラス（NHK総合、毎週土曜日、11:00 - 11:54、2005年4月9日 - 2009年3月14日）
- 上方演芸ホール（NHK総合、日曜深夜）
- ドイツ語会話（NHK教育、2001年4月 - 2003年3月）
- 知るを楽しむ（「わたしのこだわり人物伝」担当、NHK教育、毎週火曜日、2006年7月）
- 必殺仕事人V・激闘編 第30話「主水、年上妻にあこがれる」（1986年、朝日放送・松竹） ホレ助 役
- 桂小米朝のハートフル大阪 （大阪市広報番組、テレビ大阪、毎週土曜日、21:54 - 22:00、 - 2005年3月）
- ほっとタイム10時です!（関西テレビ）[1]
- ワイドショーWHO（関西テレビ）[1]
- ハロー!神戸（サンテレビ、毎週日曜日午前、司会）
- 笑点（日本テレビ、2022年4月10日）6代目三遊亭円楽の代役
- 桂米朝　なにわ落語青春噺（NHK総合、近畿広域圏限定、2025年6月21日） 4代目桂米團治 役[50]

### ラジオ
- かんさい土曜ほっとタイム （月1回13時台のコーナーを担当、NHK大阪放送局、毎週土曜日、13:00 - 17:00）
- ザ・シンフォニーホールアワー （ABCラジオ、毎週日曜日、7:15 - 7:55）
- 桂小米朝の土曜は音楽気分 （KBS京都）[1]
- 京都大好きラジオ（KBS京都）水曜日を担当、1995年4月?1998年3月まで
- 本日、米團治日和。（KBS京都）水曜日17:30 - 18:00、2015年4月1日-

### 映画
- 細雪 （「奥畑」役、市川崑監督、東宝、1983年）
- おはん （大工の弟子「伊之助」役、市川崑監督、東宝、1984年）

### CM
- AOKI（関西地区のみ）

### 舞台
- 本日、家を買います。（2015年6月、国立文楽劇場小ホール）
- 伊之吉の千両茶碗（2023年5月、新歌舞伎座・6月、御園座）茶道具屋の金兵衛 役
  - 公演後半の松平健（油屋の伊之吉役）と辰巳ゆうと（金兵衛の息子役）の歌謡ショーでは司会を務め、「マツケンサンバ」では辰巳と共にダンスを披露。

### CD
- 桂小米朝 落語の世界 （全5集、東芝EMI、1998年2月25日 - 2002年6月26日）
- 『THE 小米朝』（東芝EMI、CDとDVD）※2008年3月26日

### DVD
- 小米朝十番勝負（EMIミュージック・ジャパン、2008年）
- 京都のお茶屋・お座敷遊び（株式会社ヴイワン）[59]

### 著書
- 『子米朝』ポプラ社、2008年10月、ISBN 4591105547

### 対談
- 米團治の粋な噺で行きましょう